# Parijs-Belfort
Parijs-Belfort was een Franse wielerwedstrijd tussen de steden Parijs en Belfort. De wedstrijd werd verreden tussen 1931 en 1939. Joseph Mauclair wist als enige de wedstrijd twee keer te winnen.

## Meervoudige winnaars
| Overwinningen | Renner          | Land      | Jaren      |
| ------------- | --------------- | --------- | ---------- |
| 2             | Joseph Mauclair | Frankrijk | 1933, 1936 |

## Overwinningen per land
| Overwinningen | Land      |
| ------------- | --------- |
| 6             | Frankrijk |
| 3             | België    |